# Lithobius moananus
Lithobius moananus är en mångfotingart som först beskrevs av Chamberlin 1926.  Lithobius moananus ingår i släktet Lithobius och familjen stenkrypare. Inga underarter finns listade i Catalogue of Life.